# Shan Sa
Shan Sa là bút danh của Yan Ni-Ni (Diêm Ni; sinh ngày 26 tháng 10 năm 1972), một nhà văn người Pháp, được biết đến ở Trung Quốc và Việt Nam với tên Sơn Táp (山颯). Cô thuộc thế hệ thứ ba của các nhà văn Hoa kiều ở Pháp.

## Tiểu sử
Shan Sa sinh ra trong một gia đình trí thức cao cấp ở Bắc Kinh và rời Trung Quốc để đến Paris vào năm 1990. Năm lên 8, cô đã có thơ in thành tuyển tập. Năm 14 tuổi, cô đã được giải thưởng văn học thiếu nhi toàn quốc, gây chấn động văn đàn Trung Quốc, cô đã xuất bản được 4 tập thơ khi còn ở trong nước. Năm 1990 cô tốt nghiệp trung học tại trường Trung học phụ thuộc Đại học Bắc Kinh, cùng năm đó được nhà thơ Ngải Thanh tiến cử đi du học tại Pari và định cư tại Pháp. Cô sang Paris theo cha là giáo sư dạy ở Đại học Sorbonne từ trước đó. Từ năm 1994 đến năm 1996, cô làm thư ký cho họa sĩ Balthus. Năm 1997, với bút danh Shan Sa, cô từng bước chiếm lĩnh văn đàn Paris. Thiếu nữ đánh cờ vây là tác phẩm đầu tiên của cô đã được xuất bản trong và ngoài nước Pháp, được 4 giải văn học lớn của Pháp đề cử và đoạt giải thưởng văn học Goncourt dành cho giới trẻ.
Sơn Táp nói cô rất thích núi, thích nghe tiếng thông reo và đọc sách. Bút danh Sơn Táp của cô được gợi ý từ bài thơ cổ ngũ ngôn "Tùng thanh" của Bạch Cư Dị: "hàn sơn táp táp vũ, thu cầm lãnh lãnh huyền" (ào ào núi rét sa mưa, đờn cầm thu nẩy dây tơ lạnh lùng–Tản Đà dịch).
Cuối năm 2003, Shan Sa trở thành tâm điểm của giới báo chí và xuất bản Pháp vì một trận chiến ầm ĩ giữa hai Nhà xuất bản là Albin Michel và Grasset để giành quyền ấn hành cuốn Impératrice (Vương hậu) của cô.

## Tác phẩm chính
- Porte de la paix céleste (Thiên An môn) (1997).
- Les quatre vies du saule  (Bốn kiếp thuỳ liễu) (1999).
- La Joueuse de Go (Thiếu nữ đánh cờ vây) (2001).
- Impératrice (Empress) (Nữ hoàng) (2003), dựa trên cuộc đời của Võ Tắc Thiên
- Les conspirateurs (Conspirators) (Mưu phản) (2005).
- La cithare nue (The naked zither) (Đàn cổ cầm khỏa thân) (2010).

Các tác phẩm in nghiêng: đã có bản dịch tiếng Việt

## Giải thưởng
- Giải Goncourt cho tiểu thuyết đầu tay năm 1998 (với truyện Porte de la paix céleste)
- Giải thưởng Cazes năm 1999 (với truyện Les quatre vies du saule)
- Giải thưởng Goncourt cho giới trẻ ở Pháp năm 2001 và giải thưởng Kiriyama ở Mỹ (với truyện Thiếu nữ đánh cờ vây)